# Franz Josef Strauß
Franz Josef Strauß (Monaco di Baviera, 6 settembre 1915 – Ratisbona, 3 ottobre 1988) è stato un politico tedesco, per lungo tempo presidente della CSU e presidente della Baviera.

## Biografia
Franz Josef Strauß nacque a Monaco di Baviera nel 1915, figlio di un macellaio. La famiglia Strauß era rigidamente cattolica, intrisa di patriottismo bavarese e di sentimenti antiprussiani. Nel 1935 ottenne la maturità scolastica come miglior studente di tutta la Baviera. Iniziò a studiare all'Università Ludwig-Maximilian a Monaco per diventare insegnante.
Durante la seconda guerra mondiale, Strauß fu soldato della Wehrmacht e partecipò alla guerra in Francia e fu dispiegato sul fronte orientale. Dopo la guerra, la sua carriera politica iniziò dapprima a livello locale. Nel 1949 viene eletto al primo parlamento federale della Germania occidentale, il Bundestag. Strauß guadagnò rapidamente la reputazione di politico dotato e anticomunista rigoroso, mentre, per i suoi nemici, era da considerarsi un demagogo. 
Anche il primo cancelliere della Repubblica Federale, Konrad Adenauer, prestò attenzione a Strauß. Nel 1953, infatti, Adenauer lo nominò ministro, il più giovane del paese. In questo periodo, diventò un sostenitore pubblico dell'uso dell'energia nucleare. Tre anni dopo, Strauß cambiò ufficio e diventò Ministro della difesa: la nuova armata tedesca, la Bundeswehr, era stata creata soltanto un anno prima in un processo molto controverso in quanto, dopo le esperienze belliche della prima metà del secolo, una gran parte del popolo tedesco era scettico al pensiero di un esercito. 
Strauß ebbe un ruolo significativo per la costruzione delle forze armate moderne e l'integrazione del suo paese nella NATO, ma nel 1962 si ritirò per colpa d'uno scandalo concernente il quotidiano Der Spiegel. Il ministro aveva provato a perseguire due giornalisti per un articolo critico nei suoi confronti, ma questa iniziativa suscitò un grande sdegno. Il cancelliere licenziò Strauß, anche perché il cosiddetto Spiegel-Affäre non era il primo scandalo del ministro.
Nel 1966, Ludwig Erhard, il successore di Adenauer, fu sostituito con Kurt Georg Kiesinger come terzo cancelliere della Germania. Il nuovo cancelliere formò per la prima volta un governo con l'SPD, il partito socialdemocratico di centrosinistra. Il gabinetto, che annoverava personaggi di diversa collocazione, fu chiamato "la coalizione della riconciliazione nazionale". Come rappresentante della destra, Strauß ricoprì l'ufficio del ministro delle finanze. Dopo le elezioni di 1969, diventò cancelliere il socialdemocratico Willy Brandt, costringendo la CDU-CSU per la prima volta all'opposizione. Strauß mostrò ostilità pubblica verso Brandt, da lui accusato di esser troppo indulgente con l'Unione Sovietica e la Germania orientale. 
Dal 1961 fu presidente del suo partito, la CSU. Dal 1978 fino alla morte fu a capo del governo della Baviera. In questa capacità, Strauß fu uno dei politici più controversi del paese. Fu candidato cancelliere per la CDU-CSU alle elezioni federali del 1980, dove fu però sconfitto dal cancelliere uscente Helmut Schmidt. Le elezioni rappresentavano il raggiungimento di un culmine della controversia pubblica e della divisione politica in Germania, Strauß poteva mobilitare la destra per la CDU-CSU ma funse anche come esempio ammonitore per la sinistra e lo spettro moderato. 
Alcuni giorni prima delle elezioni del 1980, avvenne la strage di Monaco durante l'Oktoberfest: l'esplosione di una bomba causò 13 morti e più di 200 feriti. Strauß immediatamente additò come colpevoli ambienti dell'estremismo di sinistra e attaccò il ministro dell'interno del governo di Schmidt, ma divenne presto chiaro come l'attacco fosse connesso con un gruppo militante dell'estrema destra, la cui minaccia era stata minimizzata da Strauß alcuni mesi prima. Dopo aver perso le elezioni, Strauß rimase capo del governo bavarese fino alla morte nel 1988. Nel 1992, gli è stato dedicato l'aeroporto internazionale di Monaco di Baviera. 

## Reputazione
Nonostante fosse Presidente della Baviera, Strauß ebbe accesso a una rete conservatrice internazionale ed era conosciuto e spesso apprezzato nelle capitali mondiali. Strauß fu un membro e tra i fondatori del gruppo clandestino Le Cercle, un forum di discussione per politici della destra internazionale. La sua reputazione come "guerriero freddo" gli garanti il rispetto di molti politici anticomunisti, come Ronald Reagan e George H. W. Bush.
Fu spesso criticato per la sua prossimità a regimi dittatoriali e autoritari come il Cile di Augusto Pinochet oppure il Sudafrica razzista. In contraddizione coll'immagine dell'anticomunismo tipico, Strauß incontrò anche Mao Zedong e il dittatore rumeno Nicolae Ceaușescu, si recò personalmente in una visita ufficiale a Mosca con il gabinetto bavarese al seguito, e aiutò il regime comunista della Repubblica Democratica Tedesca (DDR) a ricevere un prestito di miliardi di marchi.